# Cantonul Raucourt-et-Flaba
Cantonul Raucourt-et-Flaba este un canton din arondismentul Sedan, departamentul Ardennes, regiunea Champagne-Ardenne, Franța.

## Comune
| Comune                 | Populație (1999) | Cod poștal | Cod INSEE |
| ---------------------- | ---------------- | ---------- | --------- |
| Angecourt              | 350              | 08450      | 08013     |
| Artaise-le-Vivier      | 55               | 08390      | 08023     |
| La Besace              | 133              | 08450      | 08063     |
| Bulson                 | 123              | 08450      | 08088     |
| Chémery-sur-Bar        | 437              | 08450      | 08115     |
| Haraucourt             | 785              | 08450      | 08211     |
| Maisoncelle-et-Villers | 67               | 08450      | 08268     |
| Le Mont-Dieu           | 24               | 08390      | 08300     |
| La Neuville-à-Maire    | 75               | 08450      | 08317     |
| Raucourt-et-Flaba      | 906              | 08450      | 08354     |
| Remilly-Aillicourt     | 781              | 08450      | 08357     |
| Stonne                 | 33               | 08390      | 08430     |